# Giuseppe Fina
Pour les articles homonymes, voir Fina.
Giuseppe Fina, né le 7 mars 1927 à Lesa (province de Novare) et mort le 12 août 1998 à Villasimius (province de Sardaigne du Sud), est un réalisateur, scénariste et journaliste italien.

## Biographie
Fina a travaillé comme journaliste pour quelques journaux comme Milano Sera, La Notte et le Corriere della Sera. Parallèlement, il a travaillé comme amateur de cinéma. À partir de 1964, il écrit pour des reportages télévisés à succès (I figli della società, Genitori ou Saper invecchiare, pour ne citer que quelques exemples). Peu après, il s'est tourné vers la mise en scène de téléfilms pour lesquels il s'est fait connaître ; souvent d'après ses propres ouvrages (Il caso Liuzzo, Con rabbia e con dolore, Il processo a Maria Tarnowska). Dans les années 1980, il a tourné pour le petit écran Buio nelle valle et Attentato al papa.
En 1962, Fina réalise son seul film de cinéma, La Peau à vif, qui se déroule dans le milieu des banlieusards milanais.

## Filmographie

### Réalisateur de cinéma
- 1962 : La Peau à vif (Pelle viva)

### Réalisateur de télévision
- Il cero - court métrage (1956)
- La terra che non ride - court métrage documentaire (1961)
- L'attentato di Serajevo - téléfilm (1967)
- Il caso Novak - téléfilm (1967)
- Un caso di cronaca - téléfilm (1968)
- Non lasciamoli soli - téléfilm (1968)
- Sei anni dopo - téléfilm (1968)
- La brava gente - téléfilm (1968)
- Il caso Chessman - téléfilm (1968)
- Un cappello pieno di pioggia - téléfilm (1969)
- Vivere insieme dans l'épisode Un caso di cronaca - série télévisée (1969)
- Lawrence d'Arabia - téléfilm (1969)
- Intolerance: il caso Liuzzo - téléfilm (1969)
- Passi sulla neve - téléfilm (1970)
- Il testimone - téléfilm (1970)
- Diario partigiano - téléfilm (1970)
- Detective Story - téléfilm (1970)
- Un ispettore in casa Birling - téléfilm (1972)
- Il socio - téléfilm (1972)
- Con rabbia e con dolore - mini-série télévisée (1972)
- L'edera - mini-série télévisée (1974)
- Tre minuti a mezzanotte - téléfilm (1974)
- La quinta colonna - téléfilm (1975)
- La corda d'argento - téléfilm (1975)
- Processo a Maria Tarnowska - mini-série télévisée (1977)
- La lista Molibdeno - téléfilm (1980)
- Progetto di vita - téléfilm (1981)
- Buio nella valle - mini-série télévisée (1984)
- Attentato al Papa - mini-série télévisée (1986)